# موریتز آگوست فون تومل

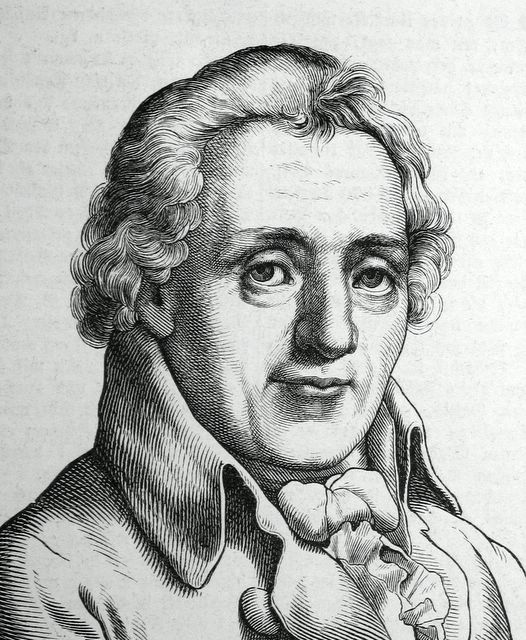
موریتز فون تومل

موریتز آگوست فون تومل (۱۸۱۷–۱۷۳۸) طنزپرداز و نویسنده طنز آلمانی بود.

## زندگی
تومل در ۲۷می ۱۷۳۸در شونفلد در نزدیکی لایپزیگ به دنیا آمد. او که در روسلبن، تورینگن و دانشگاه لایپزیگ، جایی که حقوق خوانده بود، تحصیل کرد، از سال ۱۷۶۱ تا ۱۷۸۳ مناصب مختلفی را در دربار دوک ساکسه کوبورگ برعهده داشت، جایی که او به عنوان مشاور خصوصی و وزیر امور خارجه انتخاب شد. 
او حماسه‌ای با نثر کمیک به نام ویلهلمین یا مرد متأهل (۱۷۶۴) و تلقیح عشق (۱۷۷۱)، داستانی در شعر نوشت.. مشهورترین اثر او سفر به استان‌های ظهر فرانسه در ۱۷۸۶–۱۷۸۵(۱۸۰۵–۱۷۹۱) است، یک «سفر احساسی» در ده جلد، که در آن تأثیر ویلاند غیرقابل انکار است. شیلر، در مقاله‌اش «دربارهٔ شعر ساده‌لوحانه و احساساتی»، این اثر را فاقد شأن زیبایی‌شناختی می‌داند و در عین حال گزارش دقیق مردم و اتفاقاتی که به نمایش می‌گذارد، را کمک ارزشمندی به ادبیات می‌داند. نوشته‌های دیگر تومل چندان شناخته شده نیستند. 
تومل  در سال ۱۷۸۳بازنشسته شد و در ۲۶ اکتبر ۱۸۱۷در کوبورگ درگذشت. ویتو تیمل نقاش اوایل قرن بیستم از نوادگان او بود.

## آثار
آثار جمع‌آوری شدهٔ او در لایپزیگ در هشت جلد (۱۸۳۹–۱۸۱۱)، با زندگینامه یوهان ای. فون گرونر در جلد ۸(۱۸۲۰)، و دوباره در سال ۱۸۵۶منتشر شد. همچنین رجوع کنید به فلیکس بوبرتاگ، نثر روایی دوره کلاسیک، جلد ۶. (ادبیات ملی آلمان، اثر یوزف کرشنر، جلد ۳۳۶، ۱۸۸۶). ویلهلمین نیز توسط ریچارد روزنبائوم (۱۸۹۴) ویرایش شده‌است و جان ریموند راسل (۱۹۹۸) آن را به انگلیسی ترجمه کرده‌است. 